# Красное Гремячево
Красное Гремячево — деревня в Тульской области России.
В рамках административно-территориального устройства является центром Ключевского сельского округа Новомосковского района, в рамках организации местного самоуправления включается в муниципальное образование город Новомосковск со статусом городского округа.

## География
Расположена у реки Любовка (Любовское водохранилище), в окружении городской черты города Новомосковска, в западной её части.

## Население
| 2002 | 2010 |
| ---- | ---- |
| 180  | ↘158 |